# Place Saint-Philippe-Néri
La place Saint-Philippe-Néri (en catalan : plaça de Sant Felip Neri) est une place publique de Barcelone qui porte le nom de l'église qui s'y élève.

## Situation
Cette place fermée est située près de la cathédrale Sainte-Croix et de la Rambla, au cœur du quartier gothique, dans l'arrondissement de la Vieille ville. 

## Histoire
La place est établie sur l'emplacement de l'ancien cimetière de la cathédrale.
En 1673, une maison de la congrégation de l'Oratoire est installée en ce lieu. L'église est construite au XVIIIe siècle en style baroque et est dédicacée à saint Philippe Néri, fondateur de l'ordre.
Le 30 janvier 1938, pendant la guerre d'Espagne, une bombe lancée par un avion de l'armée nationaliste tombe sur la place et entraîne la destruction de l'église et des maisons situées autour. La déflagration cause la mort de quarante-deux personnes, pour la plupart des enfants qui s'étaient réfugiés au sous-sol de l'église. 
L'architecte de la ville, Adolf Florensa i Ferrer, est chargé de la reconstruction de la place à laquelle il redonne son aspect Renaissance.

## Architecture et monuments
L'église Saint-Philippe-Néri bâtie entre 1721 et 1752, un des rares édifices de style baroque de la ville, s'élève sur le côté ouest de la place. Œuvre des architectes Pere Bertran et Salvador Ausich i Font, elle est formée d'une nef unique bordée de chapelles prolongée d'une croisée surmontée d'une coupole et terminée par une abside semi-circulaire. La façade est encore marquée par les traces du bombardement de 1938.

La place est entourée de maisons de style Renaissance, dont deux abritaient autrefois les corporations des dinandiers et des cordonniers, et son centre est occupé par une fontaine de forme octogonale, due à l'architecte Joaquim Ros de Ramis, ombragée par des Tipuana tipu.

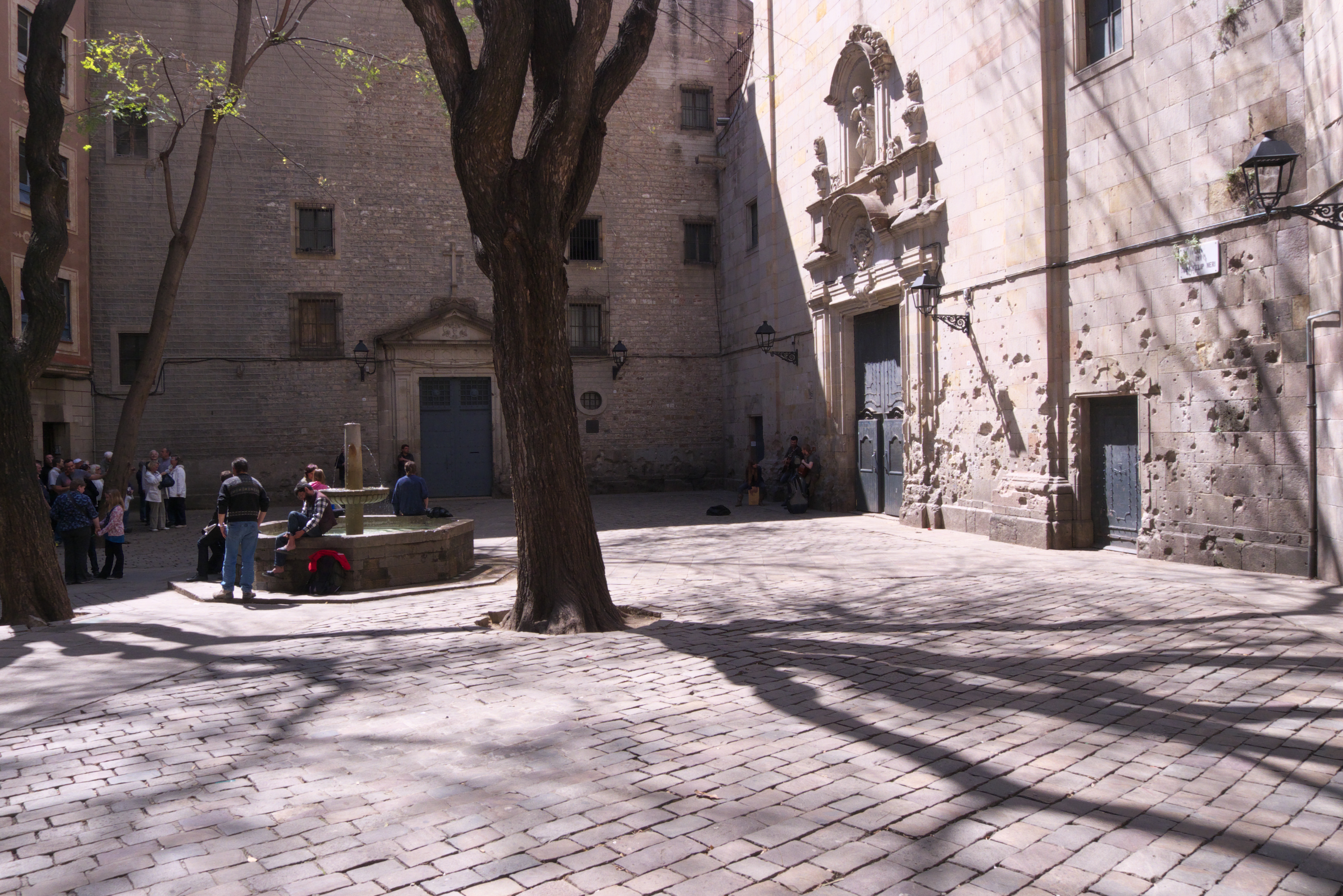
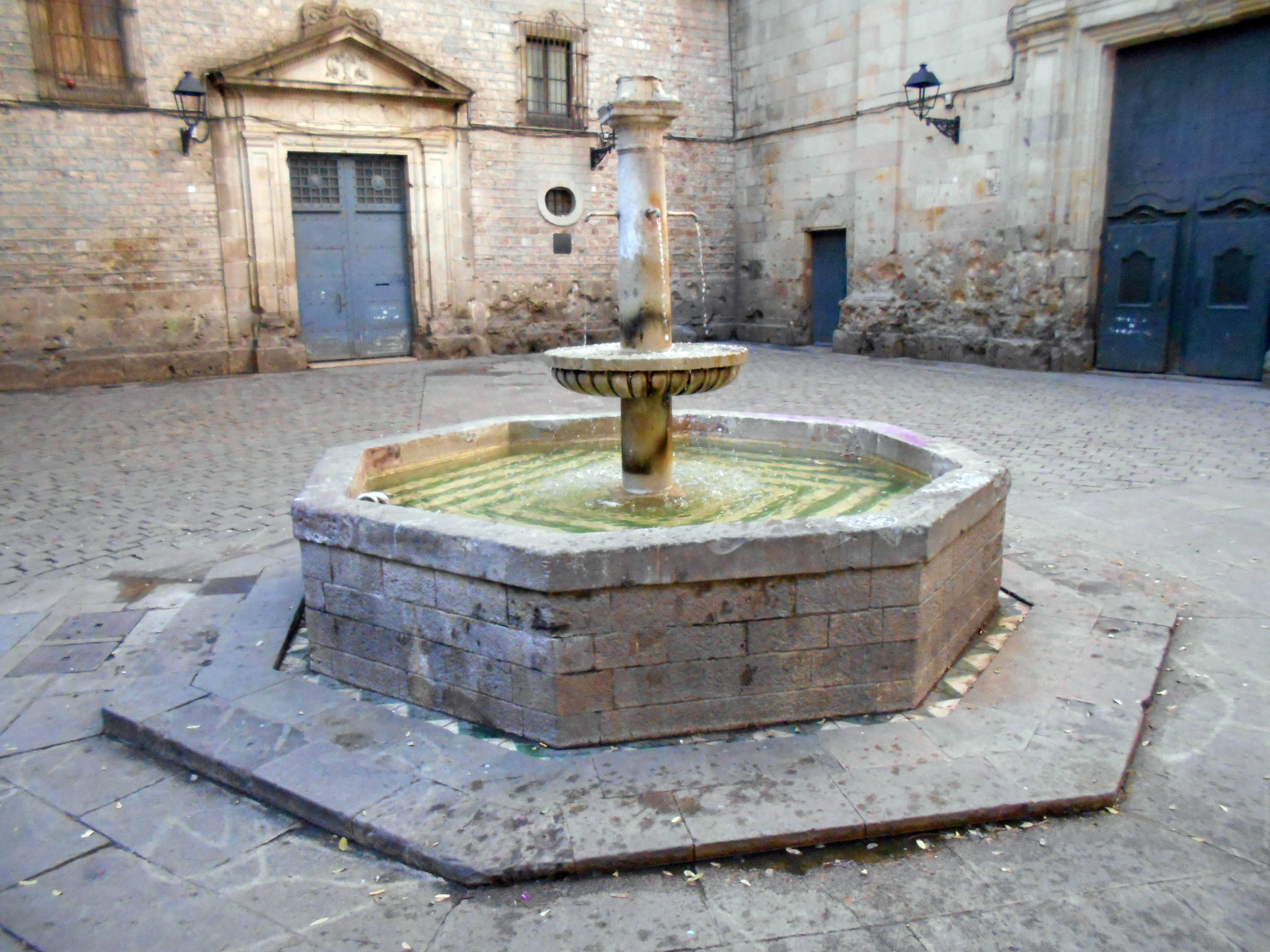
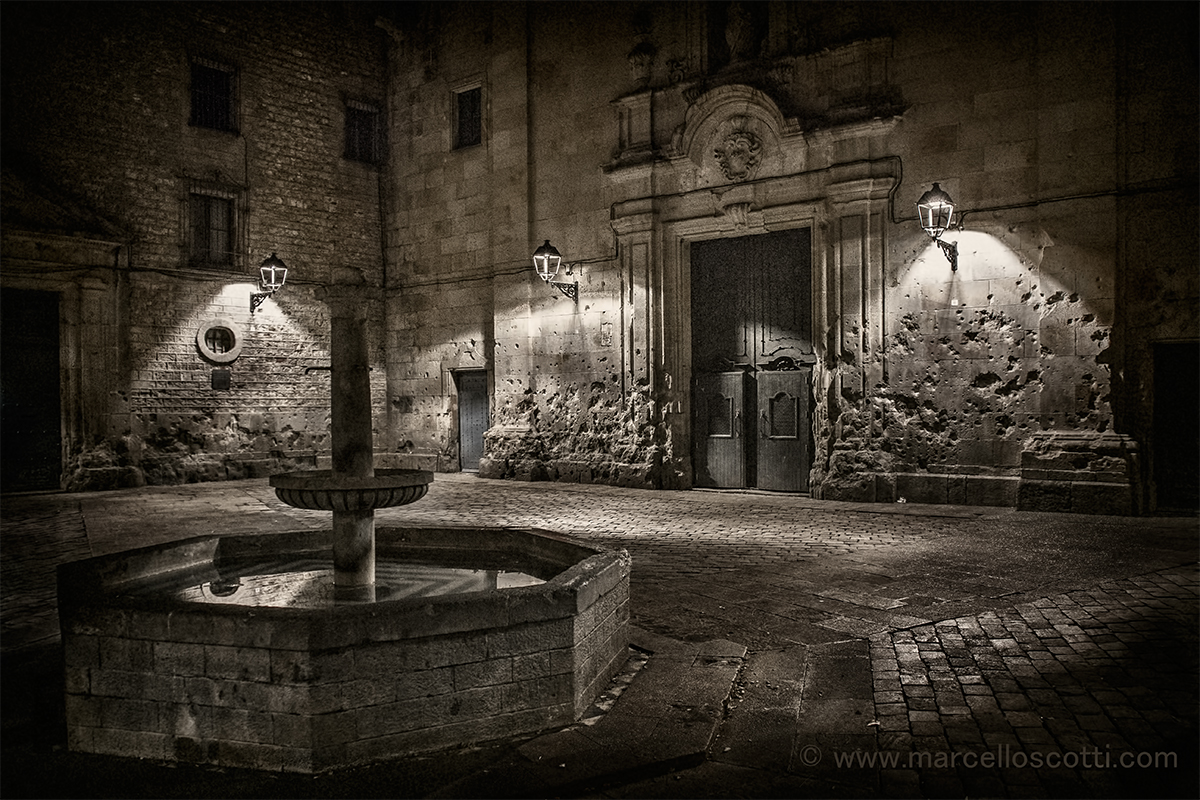

## Transports
Les stations de métro les plus proches sont Liceu sur la ligne 3 et Jaume I sur la ligne 4. 